# Грейвз, Денис
Денис Грейвз (англ. Denyce Graves; род. 7 марта 1964) — американская оперная певица (меццо-сопрано). Член Американского философского общества (2021).

## Ранние годы
Грейвз родилась 7 марта 1964 года в Вашингтоне, округ Колумбия, в семье Чарльза Грейвза и Дороти (Миддлтон) Грейвз-Кеннер. Она — средняя из трёх детей, её воспитывала мать, она выросла на Галвестон-стрит, Юго-Западный, в районе Белвью в Вашингтоне. В 1981 году окончила Школу искусств Дьюка Эллингтона. Грейвз обучалась вокалу в музыкальной консерватории Оберлина и консерватории Новой Англии у Хелен Ходэм. Она работала в оперной труппе Wolf Trap Opera, которая обеспечивает дальнейшее обучение и помогает обрести опыт молодым певцам, которые переходят от академической подготовки к профессиональной карьере на полную ставку. Вскоре после этого она была приглашена Дэвидом Гокли для участия в Хьюстонской оперной студии с 1988 по 1990 год, где она училась у Елены Николаиди.

## Карьера

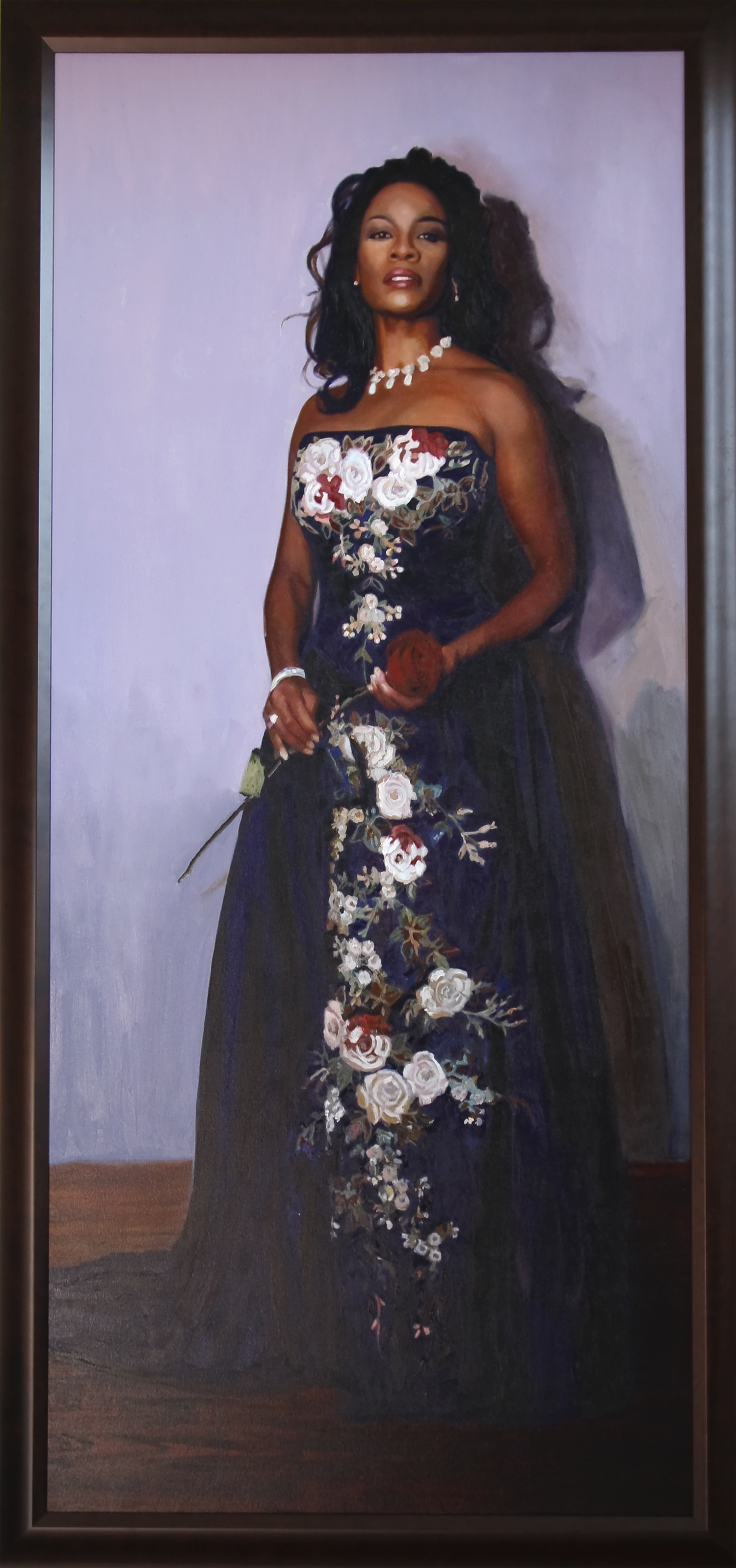
Картина Бена Фортунадо Маркуна

Дебютировала в Метрополитен-опера в 1995 году и выступала во многих оперных театрах. Хотя её репертуар обширен, её «фирменные» партии — это главные роли в «Кармен», «Самсон и Далила». Грейвз также много раз появлялась в детском телесериале «Между львами», где она использовала свои таланты, чтобы научить детей звукам слов. 20 января 2005 года она спела патриотическую песню «Гимн Америки» во время 55-й инаугурации президента между церемониями приведения к присяге вице-президента Дика Чейни и президента Джорджа Буша на второй срок их полномочий.
Грейвз спела песню «Прекрасная Америка» и «Молитву Господню» в Вашингтонском национальном соборе во время поминальной службы по жертвам 11 сентября 2001 г., на которой присутствовали президент Буш, члены Конгресса, другие политики и представители иностранных государств.
В 2003 году Грейвз выступила перед живой аудиторией в Центре исполнительских искусств Манна в Филадельфии для телевизионного специального выпуска Denyce Graves: Breaking the Rules . В 2005 году она вела радиошоу Voce di Donna («Голос женщины») на Vox!, вокальном канале классической музыки XM Satellite Radio, на котором она брала интервью у различных оперных певцов. Грейвз можно было часто услышать в радиопрограмме «Шоу Тони Корнхайзера» с «Mailbag Theme» («Темы почтового мешка») в её исполнении.
В 2005 году она исполнила главную роль в мировой премьере оперы Ричарда Дэниэлпура и Тони Моррисон «Маргарет Гарнер».

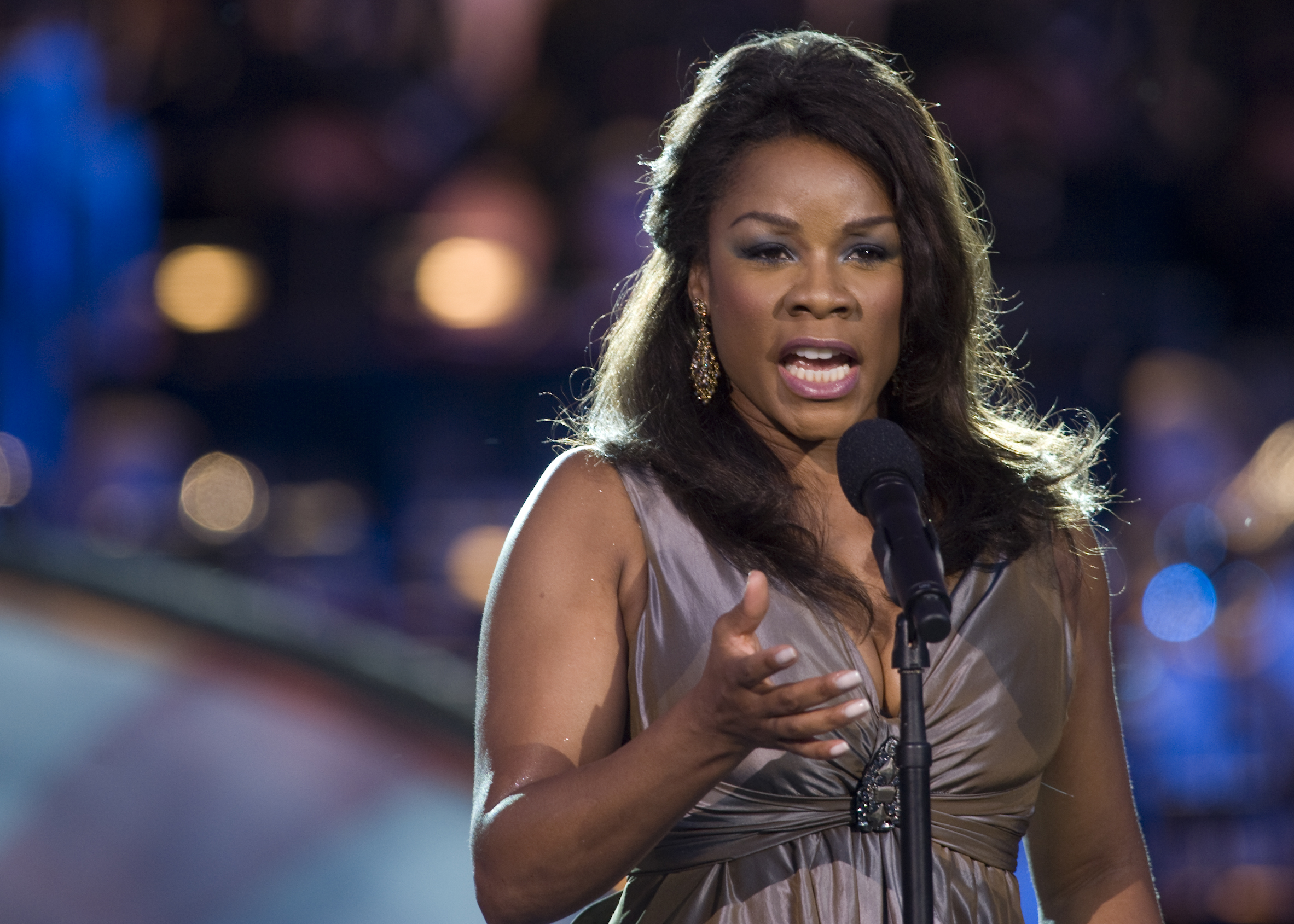
Грейвс выступает на концерте PBS National Memorial Day в Вашингтоне, округ Колумбия, 2009 г.

В мае 2010 года Грейвз дала концерт с тенором Лоуренсом Браунли в здании Верховного суда США для судей Верховного суда.
15 июня 2013 года Грейвз пела на мировой премьере оперы Теренса Бланшара и Майкла Кристофера «Чемпион» о боксёрах в Оперном театре Сент-Луиса.
25 сентября 2020 года Грейвз пела в Капитолии США, когда там находился гроб её подруги Рут Бейдер Гинзбург. Гинзбург была серьёзной ценительницей оперы.

## Личная жизнь
С сентября 2009 года она замужем за хирургом-трансплантологом доктором Робертом Монтгомери.